# Carl August Tollin
Carl August Tollin, född 27 januari 1856 i Västra Tollstads socken, Östergötlands län, död 9 juni 1936 i Söderhamn, Gävleborgs län, var en svensk präst.
Tollin prästvigdes i Uppsala 1882, blev komminister i Singö församling 1887, i Hille församling 1889, i Söderhamns församling 1894 och utnämndes till kyrkoherde den 21 maj 1910. Han tjänstgjorde som extra lärare vid Söderhamns läroverk, blev ordförande i fattigvårdsstyrelsen, ledamot i styrelsen för Gävleborgs läns skyddshem för vanartade barn vid Gullgruva från dess stiftande, inspektor för Söderhamns realskola och kommunala gymnasium, inspektor för Söderhamns flickläroverk, ordförande i folkskolstyrelsen alltsedan skolväsendet lades under stadsfullmäktige och 1914 prost i Hälsinglands östra kontrakt. 
Tollin hade stort intresse för genealogisk forskning och för skolväsendet. Han skrev flera uppsatser i "Julhälsning till församlingarna i ärkestiftet", Kyrkoherde Sven Norell (1903), De tre första skollärarna i Söderhamn (1904), Prosten Robert Kihlberg (1913), Tvenne Söderhamnskyrkoherdar (1923), samt utgav minnesteckningar över prosten Lars Rosengren och Per Olof Hedenström.